# Rábapatona
Rábapatona je obec v Maďarsku v župě Győr-Moson-Sopron, spadající pod okres Győr. Nachází se asi 11 km jihozápadně od Győru. V roce 2015 zde žilo 2 500 obyvatel. Dle údajů z roku 2011 zde 92,8 % obyvatelstva tvořili Maďaři, 0,6 % Němci a 0,3 % Rumuni.
Rábapatona leží u řeky Ráby, v blízkosti prochází dálnice M85. Sousedními vesnicemi jsou Abda, Börcs, Enese, Ikrény a Koroncó, sousedním městem Győr.